# Yorck Dippe
Yorck Dippe (* 1969 in Bremen) ist ein deutscher Schauspieler und Hörspielsprecher.

## Leben
Yorck Dippe besuchte von 1991 bis 1994 die Neue Münchner Schauspielschule und hatte danach verschiedene Festengagements. Von 1995 bis 2003 spielte er am Theater Oberhausen, danach war Dippe bis 2010 am Theater Bonn verpflichtet, wechselte 2010 zum Schauspiel Köln und gehört seit der Spielzeit 2013/14 dem Ensemble des Deutschen Schauspielhauses in Hamburg an. Dippe spielte in Stücken wie Kasimir und Karoline von Georg Büchner, in den Tschechow-Stücken Drei Schwestern und Der Kirschgarten, in Othello und Der Sturm von William Shakespeare. Er war John Proctor in Arthur Millers Hexenjagd, Mackie Messer in der Brechtschen Dreigroschenoper und Harro Hassenreuther in den Ratten von Gerhart Hauptmann.
Sein Kameradebüt gab Yorck Dippe 1995 in einer Folge der Serie Stadtklinik und ist seitdem immer wieder gastweise in verschiedenen Serien zu sehen, z. B. Ritas Welt, SOKO Köln oder Notruf Hafenkante. Daneben arbeitet er auch als Hörspielsprecher und Voice-over in Dokumentarsendungen.
Yorck Dippe lebt in Köln und Hamburg.

## Filmografie
- 1995: Stadtklinik – Drogen und Liebe
- 1997: Lukas – Gewonnen, gewonnen
- 2000: Die Motorrad-Cops – Hart am Limit – Am Abgrund
- 2001: Ritas Welt – Frikadellenkrieg
- 2012: SOKO Köln – Der letzte Welpe
- 2013: Houston
- 2013: Stolberg – Himmel und Hölle
- 2014: Vergiss mein Ich
- 2014: Friesland – Mörderische Gezeiten
- 2014: Tatort – Brüder
- 2015: Notruf Hafenkante – Wo ist Papa?
- 2015: Unter Gaunern – Das kleine Biest
- 2015: Unter Gaunern – Das schwarze Schaf
- 2015: Wintersreise (Kurzfilm)
- 2015: Tatort – Wer bin ich?
- 2018: Tatort – Borowski und das Land zwischen den Meeren
- 2018: Nord bei Nordwest – Sandy (Fernsehreihe)
- 2020: Sløborn (Fernsehserie, 5 Folgen, Staffel 1)
- 2020: Tatort – Die Ferien des Monsieur Murot
- 2021: Sörensen hat Angst
- 2021: SOKO Hamburg – Schäferstündchen
- 2021: Solo für Weiss – Das letzte Opfer
- 2022: Tatort: Murot und das Gesetz des Karma
- 2022: Wir sind dann wohl die Angehörigen
- 2025: SOKO Leipzig: Hautnah

## Hörspiele
- 1998: Frost. Robert F. Scotts Tod im Eis – Autoren und Realisation: Andreas Ammer und FM Einheit
- 2000: Vexation. Herzschnitt – Autor und Regie: Jörg Ritzenhoff
- 2005: Tod in Lissabon (3. Teil) – Autor: Robert Wilson – Regie: Walter Adler
- 2005: Alptraum mit Signora (2. Teil) – Autor: Nino Filastò – Regie: Felix Partenzi
- 2005: Laura di Rimini – Autor: Carlo Lucarelli – Regie: Annette Berger
- 2006: Romeo und Giulietta – Autor: Matteo Bandello – Regie: Burkhard Ax
- 2007: Digital Underground – Autor: Evrim Sen – Regie: Martin Zylka
- 2007: Der Orientzyklus (Teile 7, 10 und 11) – Autor: Karl May – Regie: Walter Adler
- 2007: Trolle nach Irland (1. Teil: Per Anhalter durch den Atlantik) – Autor: Bernd Gieseking – Regie: Burkhard Ax
- 2008: Lasst die Kadaver bräunen – Autoren: Jean-Patrick Manchette und Jean-Pierre Bastid – Regie: Silke Hildebrandt
- 2010: Tod unterm Hellweg – Autorin: Anne Chaplet – Regie: Thomas Werner
- 2011: Die blauen Schafe – Autor: Bodo Traber – Regie: Petra Feldhoff